# Araneus alboventris
Araneus alboventris  este o specie de păianjeni din genul Araneus, familia Araneidae. A fost descrisă pentru prima dată de Emerton, 1884. Conform Catalogue of Life specia Araneus alboventris nu are subspecii cunoscute.